# Peruviaanse luchtmacht

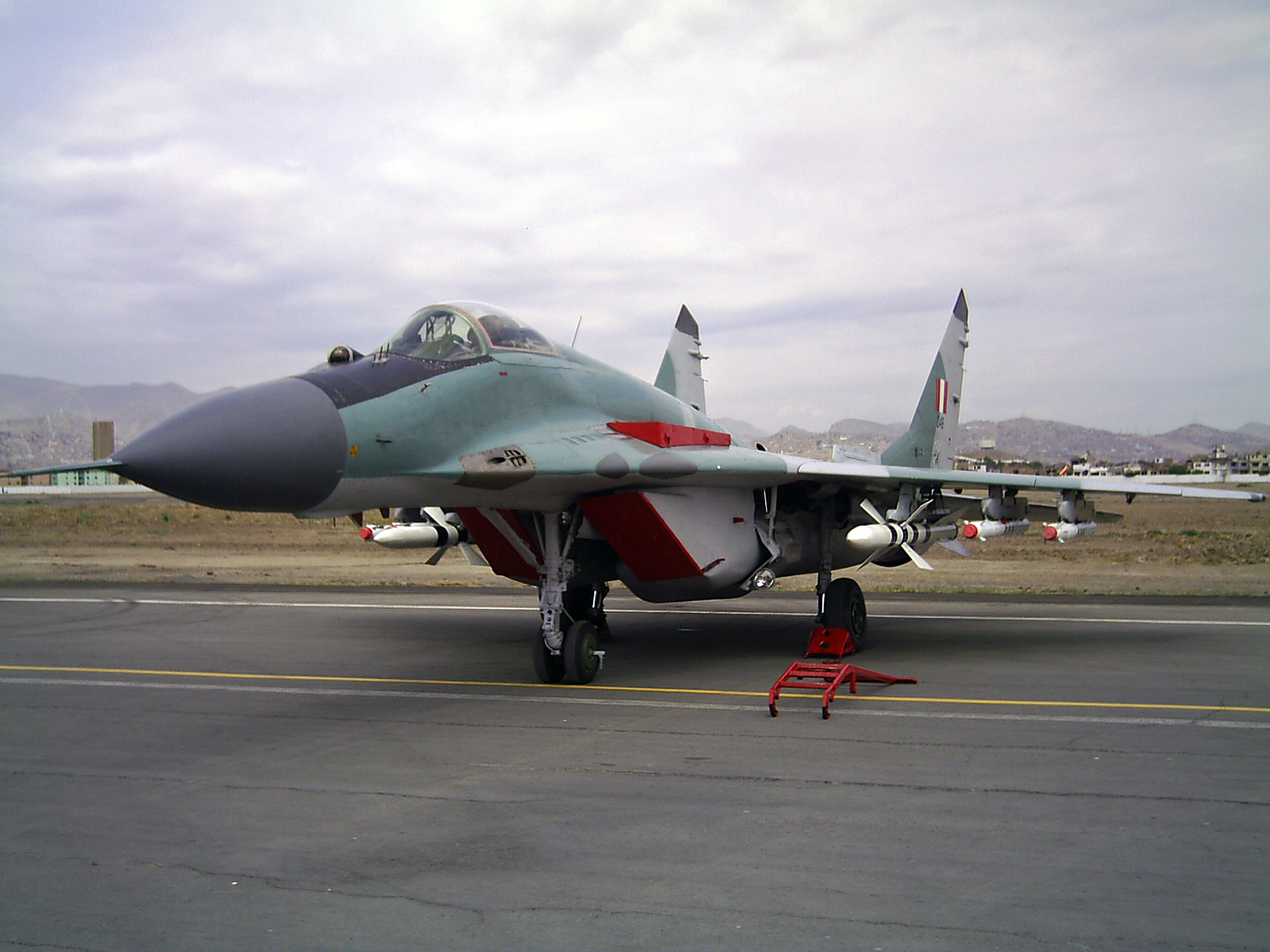
De MiG-29, het belangrijkste vliegtuig van de Peruviaanse luchtmacht

De Peruviaanse luchtmacht (Fuerza Aérea del Perú) maakt deel uit van de Peruviaanse krijgsmacht.
De Peruviaanse luchtmacht werd in 1929 in het leven geroepen als de Cuerpo de Aviación del Perú en veranderde in 1938 van naam in Cuerpo Aeronáutico del Perú; beide namen laten zich in het Nederlands vertalen als Luchtvaartkorps van Peru. In 1950 kreeg het de huidige naam, Fuerza Aérea del Perú, dat in het Nederlands Luchtmacht van Peru betekent.
Het heeft 23 juli uitgeroepen tot Dag van de Luchtmacht (Día Aviación Militar).